# Jeremiah Clemens

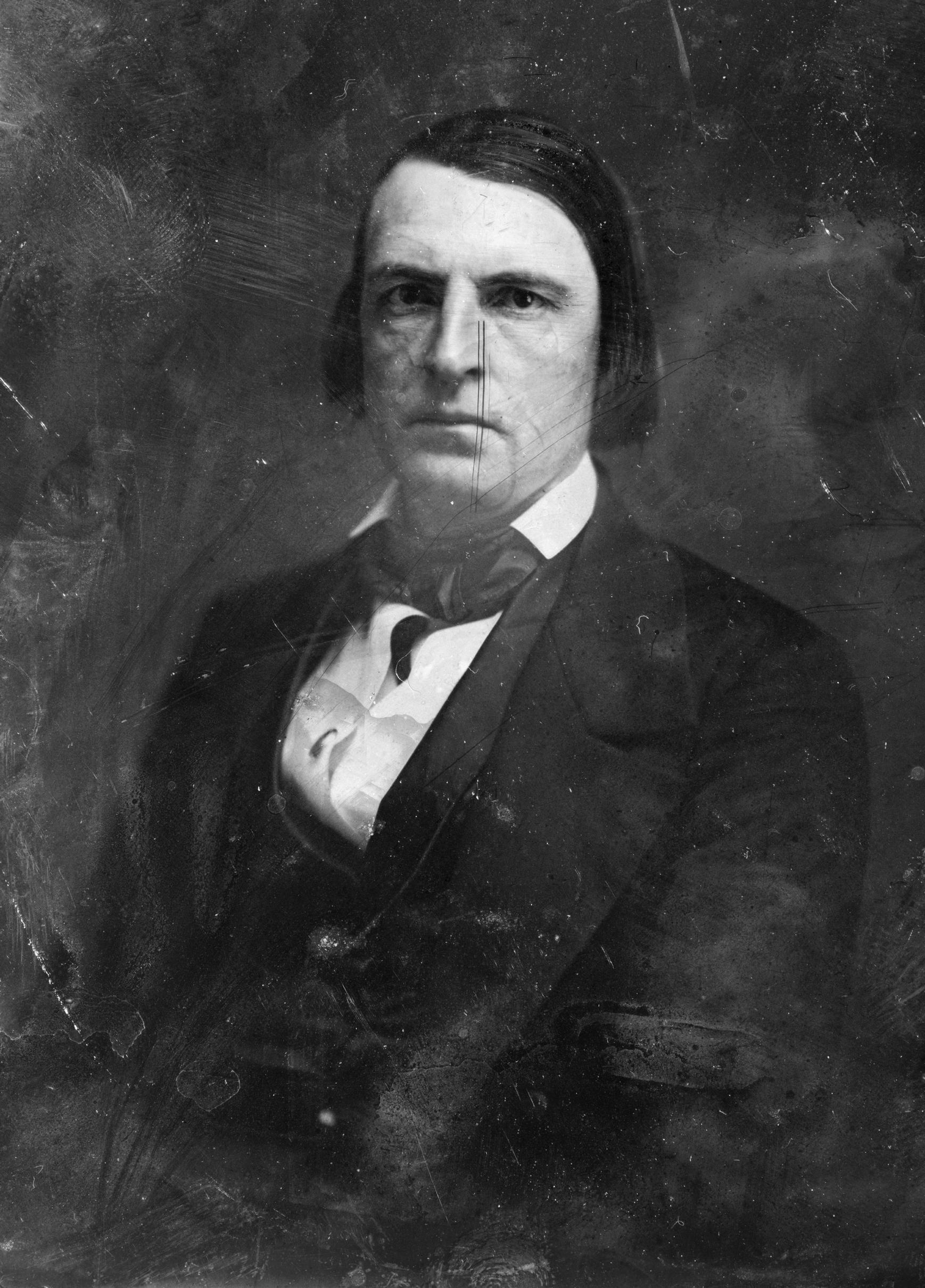
Jeremiah Clemens

Jeremiah Clemens (* 28. Dezember 1814 in Huntsville, Alabama; † 21. Mai 1865 ebenda) war ein US-amerikanischer Politiker der Demokratischen Partei, der den Bundesstaat Alabama im US-Senat vertrat.
Nach dem Besuch des La Grange College machte Clemens 1833 seinen Abschluss an der University of Alabama in Tuscaloosa. Er studierte danach Jura an der Transylvania University in Lexington (Kentucky), wurde 1834 in die Anwaltskammer aufgenommen und begann in Huntsville zu praktizieren. 1838 wurde er zum Bundesstaatsanwalt für den nördlichen Gerichtsdistrikt von Alabama ernannt.
In den folgenden Jahren wechselten sich politische und militärische Aktivitäten ab. So war er von 1839 bis 1841 sowie von 1843 bis 1844 Mitglied des Repräsentantenhauses von Alabama, unterbrochen durch einen Einsatz im texanischen Unabhängigkeitskrieg. Während des Mexikanisch-Amerikanischen Krieges kämpfte er im Rang eines Lieutenant Colonel in der US Army.
1848 bewarb sich Clemens erfolglos um einen Sitz im US-Repräsentantenhaus. Im folgenden Jahr wurde er dafür in den US-Senat gewählt, um den Platz des verstorbenen Dixon Hall Lewis einzunehmen. Clemens verblieb dort vom 30. November 1849 bis zum 3. März 1853.
In der Folge widmete sich Jeremiah Clemens, der ein Cousin von Mark Twain (bürgerlich Samuel Clemens) war, seiner schriftstellerischen Tätigkeit. Er verfasste mehrere Romane, darunter „A Tale of the Times of Aaron Burr und Alexander Hamilton“ und „Tobias Wilson, a Tale of the Great Rebellion“. 1858 zog er für ein Jahr nach Memphis, wo er für eine Zeitung arbeitete; nach seiner Rückkehr nach Alabama war er 1861 Delegierter zum Sezessionskonvent des Staates. Er bekleidete unter der Konföderationsregierung mehrere Ämter, erklärte 1864 aber seine Unterstützung für die Union. Im folgenden Jahr starb Clemens in seinem Geburtsort Huntsville.